# Johnson Aziga
 (décembre 2011).
Johnson Aziga (né en 1956) est un citoyen canadien originaire de l’Ouganda résidant à Hamilton dans la province de l’Ontario.
Il est connu en tant que la première personne à être accusée et reconnue coupable de meurtre au premier degré au Canada pour avoir transmis le sida de façon volontaire, après que deux femmes qu’il avait infectées sans leur parler de sa situation médicale sont mortes des suites de la maladie.

## Biographie
Aziga travaillait auparavant pour le Ministère du Procureur Général de l’Ontario. Selon les données de CBC News, il fut diagnostiqué avec le sida en 1996. Par la suite, il eut des relations sexuelles non protégées avec 11 femmes sans leur mentionner qu’il est séropositif. Sept de ces femmes sont par la suite testées positives pour le virus du VIH et deux d’entre elles meurent de cancers liés à la maladie du sida. La première meurt en décembre 2003 et l’autre en mai 2004.
Plusieurs cours du Canada ont statué que les gens qui ne sont pas mis au courant qu’un partenaire sexuel est séropositif ne peuvent pas réellement donner leur consentement. Pour cette raison, la mort de ces deux femmes est automatiquement considérée comme un meurtre, au lieu d’une charge moindre comme l’homicide.
Johnson Aziga est également le père de 3 enfants et est détenu depuis son arrestation, soit le 30 août 2003.
Il est également à noter qu’Aziga avait reçu, en 2002, un avis de la santé publique l'obligeant à faire usage de préservatifs et à dévoiler son état de santé à ses partenaires sexuels, ce qu’il a omis de faire à plusieurs reprises.

## Arrestation et procès
Aziga fut arrêté en août 2003.
Le 16 novembre 2005, Me Norman Bennett d’Hamilton convient que la preuve est suffisante pour qu’Aziga fasse face à la justice. La date de son procès initial était en mai 2007, mais fut remise à plusieurs reprises. Au mois de mai 2008, le procès était prévu pour le 6 octobre 2008.
La décision de passer Aziga en procès fut critiquée par Richard Elliott, du réseau canadien pour le VIH/sida, qui a décrit la décision comme n’étant pas particulièrement aidante, mettant de l’avant le fait que cela pourrait mener à une impression dominante comme quoi les gens atteints du virus du VIH sont des criminels potentiels, ce qui n’est une représentation ni juste ni réaliste.
Aziga n’est pas le premier Canadien à faire face à des accusations pour avoir exposé autrui au VIH de façon volontaire. Dans un autre cas, Charles Ssenyonga de London en Ontario fut condamné pour des charges moindres d’agression grave et de négligence criminelle ayant causé du tort physique, bien qu’il mourut de la méningite avant qu’un verdict ne soit rendu dans cette affaire.
Dans la décision de R. C. Cuerrier de 1999, la Cour suprême du Canada émit que les gens exposant les autres au VIH de façon volontaire via des relations sexuelles non protégées pouvaient être accusés d’un crime sur la base du fait que l’omission de mentionner son statut de séropositif à un partenaire sexuel constitue une forme de fraude.
Le procès d’Aziga débuta au mois d’octobre 2008. Parmi les premières révélations faites dans la procédure ayant mené au procès figurent des affirmations d’anciennes petites amies d’Aziga qui soutenaient qu’il avait menti par rapport à sa situation médicale et avait continué d’avoir des relations sexuelles non protégées jusqu’au matin de son arrestation en 2003. La avocats d’Aziga prétendaient qu’il n’y avait aucun lien concluant exposé pour indiquer que la mort de ses deux anciennes partenaires pouvait être attribuée au VIH ou au sida.
Le 4 avril 2009, Aziga fut reconnu coupable de deux chefs d’accusation de meurtre au premier degré, 10 chefs d’accusation d’agression sexuelle grave et un chef de tentative d’agression sexuelle grave par un jury de la cour supérieure d’Hamilton composé de neuf hommes et trois femmes. Aziga fut condamné à la prison à perpétuité sans possibilité d’appel avant 25 ans, la sentence mandataire au Canada pour la condamnation pour meurtre au premier degré. Aziga a déjà exprimé son intention d’aller en appel pour sa condamnation.
Aziga est rappelé à la cour le mardi 10 mai 2011. Compte tenu du fait qu’il a exprimé peu de remords durant ces nombreuses années, la Couronne a demandé que ce dernier soit déclaré délinquant sexuel. Si tel est le cas, Johnson Aziga sera suivi pour le restant de ses jours après sa sortie de prison, afin d’éviter toute récidive.
Selon l’avocat de la défense, les audiences ne sont pas nécessaires car son « client n'est pas un danger pour la sécurité publique et il n'existe aucune preuve qu'il se mettra à agresser des femmes à sa sortie de prison. » Pourtant, lorsque confronté, Aziga blâme davantage des facteurs extérieurs que son état de santé et sa responsabilité à en aviser ses partenaires sexuelles. Parmi les raisons énumérées par Aziga pour sa conduite criminelle, notons : son testicule descendu, des migraines, un traumatisme souffert durant son éducation au Ouganda, une incapacité culturelle à dévoiler son état séropositif à ses partenaires, l’alcoolisme, une incapacité à recevoir de l’aide du département de santé publique, la dépression, son besoin de gratification sexuelle, des problèmes au travail et des troubles mentaux/cognitifs. 
Les audiences devraient se poursuivre pour 3 semaines encore.